# Jakob Zellweger-Zuberbühler

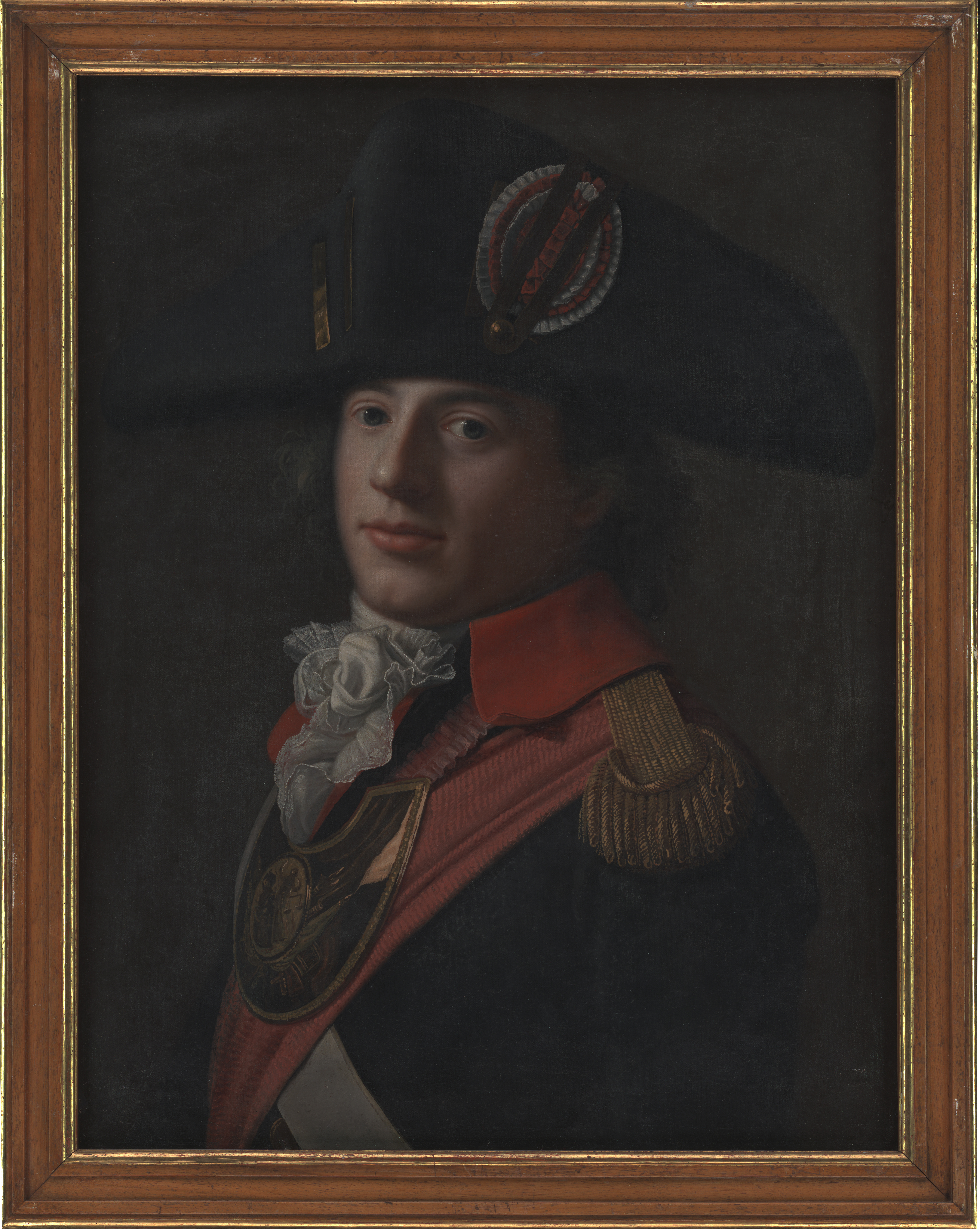
Landammann Jakob Zellweger-Zuberbühler, Gemälde von Felix Maria Diogg, 1794

Jakob Zellweger-Zuberbühler, Landammann von Appenzell Ausserrhoden, Gemälde von Hans Jakob Brunschweiler, 1806

Jakob Zellweger-Zuberbühler (* 25. Dezember 1770 in Trogen; † 6. April 1821 in Rheineck; heimatberechtigt in Trogen) war ein Schweizer Kaufmann, Textilunternehmer, Ratsherr, Grossrat, Landeszeugherr, Landammann, Tagsatzungsgesandter und Diplomat aus dem Kanton Appenzell Ausserrhoden.

## Leben
Jakob Zellweger-Zuberbühler war ein Sohn von Johannes Zellweger und Anna Hirzel. Im Jahr 1793 heiratete er Anna Barbara Zuberbühler, Tochter des Johann Georg Zuberbühler, Arzt und Ratsherr. Nach Privatunterricht in Trogen erhielt Zellweger von 1785 bis 1788 eine kaufmännische Ausbildung in den Filialen des väterlichen Handelsunternehmens in Lyon und ab 1788 bis 1789 in Barcelona. 1789 stieg er im Trogener Stammhaus ein und wurde 1792 Teilhaber der Handelsfirma. Ab 1802 leitete er mit seinem Bruder Johann Caspar Zellweger die Zellweger & Compagnie. Er war nach dessen Austritt 1808 alleiniger Firmeninhaber. Ab 1790 amtierte Zellweger als Ratsherr in Trogen, 1796 als Ausserrhoder Grossrat und 1798 als Landeszeugherr. Während der Helvetik von 1798 bis 1801 lebte er im Exil im Vorarlberg. Zurück in Ausserrhoden stieg er politisch rasch auf: 1801 war er Deputierter an der helvetischen Tagsatzung und Senator. Von 1802 bis 1818 wirkte er als Landammann und Tagsatzungsgesandter. Seine konservative Gesinnung liess ihn zum engagierten Föderalisten werden. Darum sowie auch wegen seiner regen Kontakte zu Österreich nahmen ihn die Franzosen zwischen 1802 und 1803 für drei Monate in Aarburg in Arrest. Sie erreichten, dass er  in den Jahren 1809 und 1810 aufgrund angeblicher Kontakte zu den Tiroler Aufständischen sechs Monate unter Hausarrest gestellt wurde. Zellweger fungierte von 1814 bis 1815 als eidgenössischer Repräsentant im Kanton St. Gallen und 1815 während des 6. Koalitionskriegs im Hauptquartier von General Niklaus Franz von Bachmann. Im Kanton Appenzell Ausserrhoden betrieb er die rasche Wiederherstellung der alten Institutionen und gebot in absolutistischer Weise bis zu seiner Abwahl 1818. Die Geschäftsführung kam unter seinem politischen Engagement zu kurz. Sie litt unter seinen mangelhaften kaufmännischen Fähigkeiten und seinem prunkhaften Lebensstil. 1817 liquidierte Zellweger sein Handelsunternehmen. Das von ihm ab 1803 bis 1805 errichtete Wohn- und Geschäftshaus in Trogen wurde von 1841 bis 1842 zum Rathaus umgebaut.